# Sophy
Sofía Hernández Font (* 15. Dezember 1950 in Aguadilla), bekannt als Sophy, ist eine puerto-ricanische Sängerin.

## Leben und Wirken
Sophy wurde in den 1960er Jahren mit Fernsehauftritten der WAPA Televisión bekannt. Ende der 1960er Jahre ging sie nach New York und wurde Sängerin des Orchesters von Tito Puente. Mit diesem trat sie in Tito Puente y su mundo latino beim Sender Canal 47 in Newark auf und nahm bei Tico Records die Alben Tito Puente presenta con orgullo.... Sophy und Te Reto auf.
In Puerto Rico trat sie im Canal 4 von WAPA Television auf und veröffentlichte 1973 beim Label Velvet das Album Yo soy mujer... y no soy una santa. Es folgten Erfolgstitel wie Hastío, Usted ya me olvidó, Te acordarás de mí, Qué vas a hacer sin mí, Me muero por estar contigo, Despertarás llorando, Te pido que te quedes, Una noche por mes und Yo lo comprendo und Auftritte in Mexiko, Venezuela, Ecuador, Haiti und den USA. Im Olympiastadion von Santo Domingo trat sie mit Fausto Rey vor 30.000 Zuhörern auf.
Es folgten Auftritte im Madison Square Garden und der Carnegie Hall und Ende der 1970er Jahre die Lifeausstrahlung und Aufzeichnung eines Konzertes bei Telecadena Pérez Perry und Venevisión de Puerto Rico. Am Teatro Tapia sang sie mit einem Orchester von dreißig Musikprofessoren unter der Leitung von Pedro Rivera Toledo. Anfang der 1980er Jahre trat sie mit Balladen wie Vicio, Un amante así, Qué sabe nadie, Todo comenzó und Beso a beso hervor, und Willie Colón produzierte mit ihr das Album Sophy en Nueva York.
Große Erfolge hatte Sophy mit Titeln wie El ritmo de la noche (von Lou Briel), Marinero, Se ve y se va, 10 noviembres und No lo dejes caer (mit Johnny Ventura). Ihr Album Tributo a grandes voces, mit dem sie Musiker wie Los Ángeles Negros, Virginia López, Toña la Negra, Javier Solís, Agustín Lara, Felipe Lara, Lucho Gatica, José Feliciano, Pedro Infante, Lino Borges, Roberto Yanés, Bobby Capó und Gilberto Monroig ehrte, wurde von der Fundación Nacional para la Cultura Popular als herausragende Produktion 1997 ausgezeichnet. Insgesamt umfasst ihre Diskographie mehr als dreißig Alben.